# Adoretus marahnus
Adoretus marahnus är en skalbaggsart som beskrevs av Ohaus 1936. Adoretus marahnus ingår i släktet Adoretus och familjen Rutelidae. Inga underarter finns listade i Catalogue of Life.